# Ahrweiler (district)
Districtul Ahrweiler este un district rural (în germană Landkreis) din landul Renania-Palatinat, Germania. Districtele învecinate sunt Euskirchen, Rhein-Sieg și orașul Bonn în landul Renania de Nord - Westfalia, precum și districtele Neuwied, Mayen-Koblenz și Daun în landul Renania-Palatinat. Capitala sa e orașul Bad Neuenahr-Ahrweiler.